# Gulliver (rivière)
Pour les articles homonymes, voir Gulliver.
La rivière Gulliver  (anglais : Gulliver River) est un cours d'eau du Fiordland, dans le parc national de Fiordland, dans le district de Southland, dans la région de Southland de l’Île du Sud de la Nouvelle-Zélande. C'est un affluent droit du fleuve Cleddau.

## Géographie
Elle débute dans la chaîne des « Darran Mountains » près du col de « Grave-Talbot Pass », et s’écoule vers le nord et ensuite vers l’ouest pour se jeter dans la rivière Cleddau, qui court vers le Milford Sound.

## Étymologie
La rivière fut dénommée en 1906 par W.G. Grave pour Alf Grenfell, qui portait le surnom de « Gulliver ».

## Aménagements et écologie
Un sentier de randonnées, s'étend le long de la rivière Gulliver et des berges de la rivière Cleddau et permet des parcours de plusieurs jours de marche en été et en automne.